# Собор Святого Иосифа (Могилёв)
Собор Иосифа Обручника (Иосифовский собор) — утраченный православный храм, который находился на Соборной площади в Могилёве. Был построен по проекту Н. А. Львова. Здание собора было одним из первых произведений в стиле классицизм на территории Беларуси.

## История

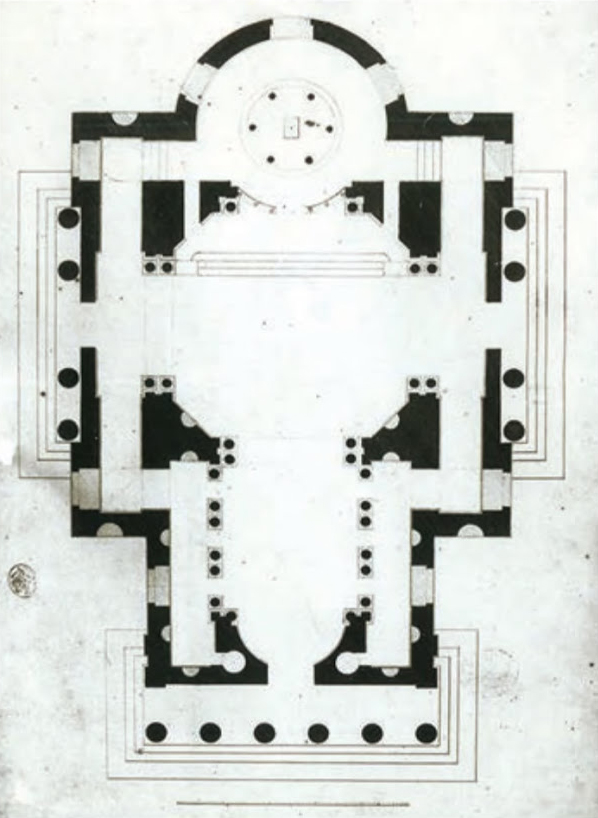
План собора.
Чертёж Н. А. Львова

Собор был заложен 30 мая 1780 года Екатериной II, когда императрица встретилась в Могилёве с императором Иосифом II для заключения союза против Турции. Проект был выполнен Николаем Львовым и утверждён лично Екатериной. Это было первое известное произведение молодого архитектора. Одновременно он разработал план Соборной площади. Строительство собора было закончено в 1798 году (по другим данным — в 1797). Возведение храма осуществлялось под руководством шотландского мастера Адама Менеласа. Иконостас собора был написан другом Н. А. Львова художником В. Л. Боровиковским.

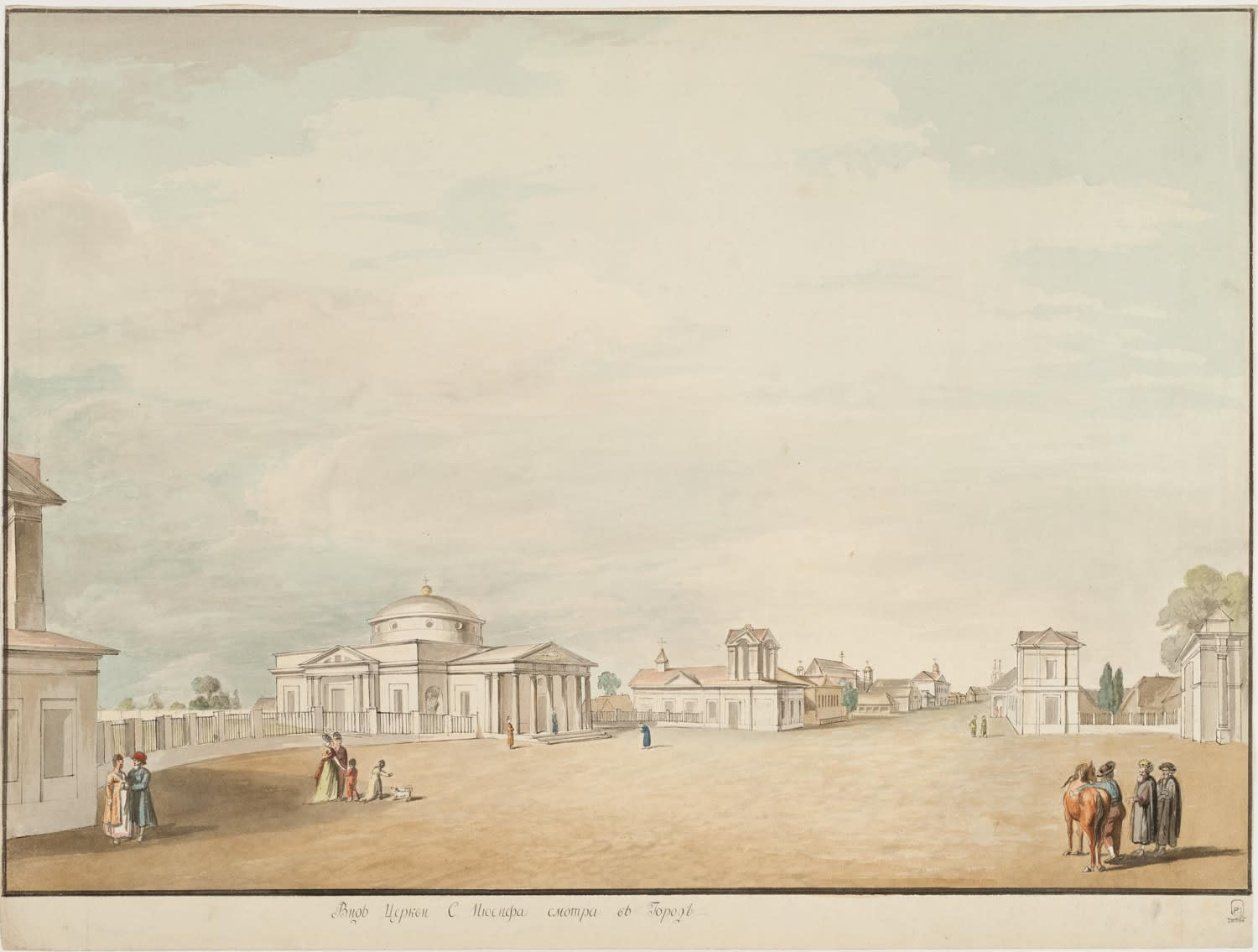
Иосифовский собор с ансамблем площади. Акварель конца XVIII века.

В 1802 году собор стал кафедральным. В 1930 году собор закрывают. В 1932—1937 годах в здании располагался музей истории религии и атеизма. В 1938 году собор снесли. На его месте была построена гостиница.
В XXI веке обсуждалась возможность восстановления собора.

## Архитектура

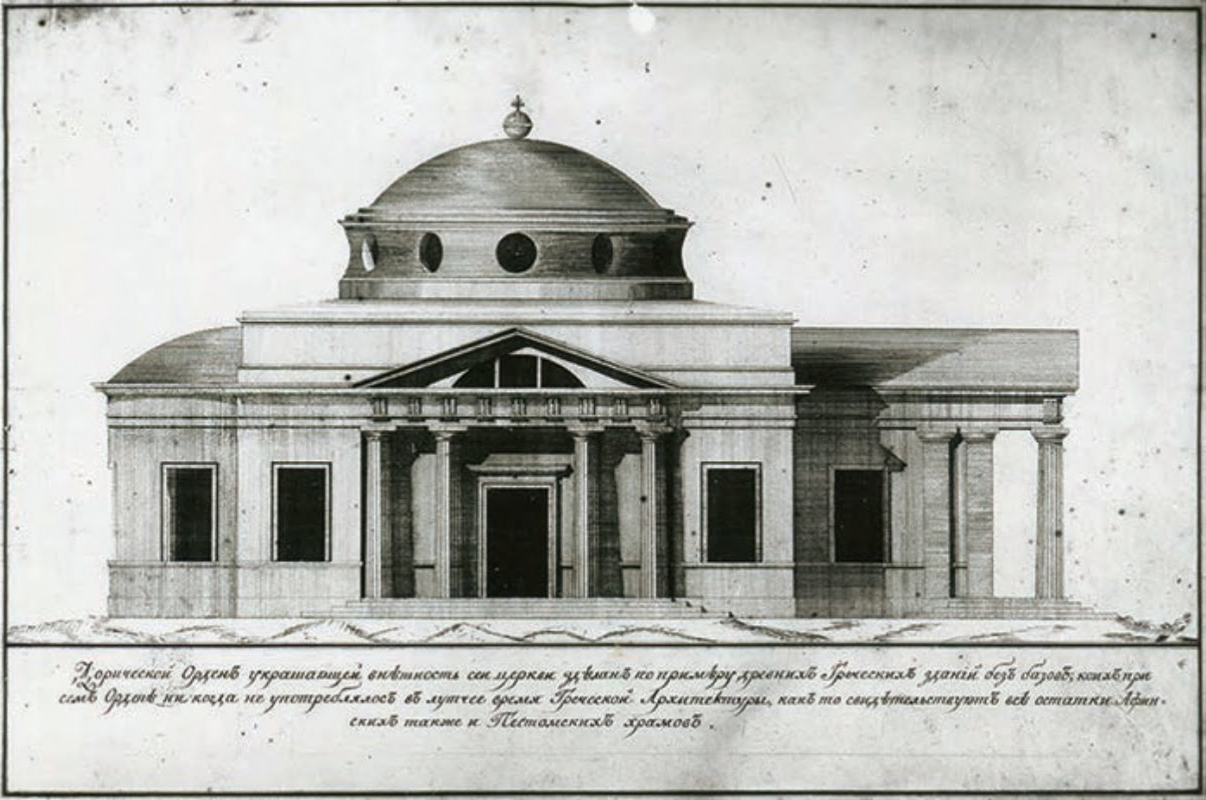
Северный фасад собора. Чертёж Н. А. Львова

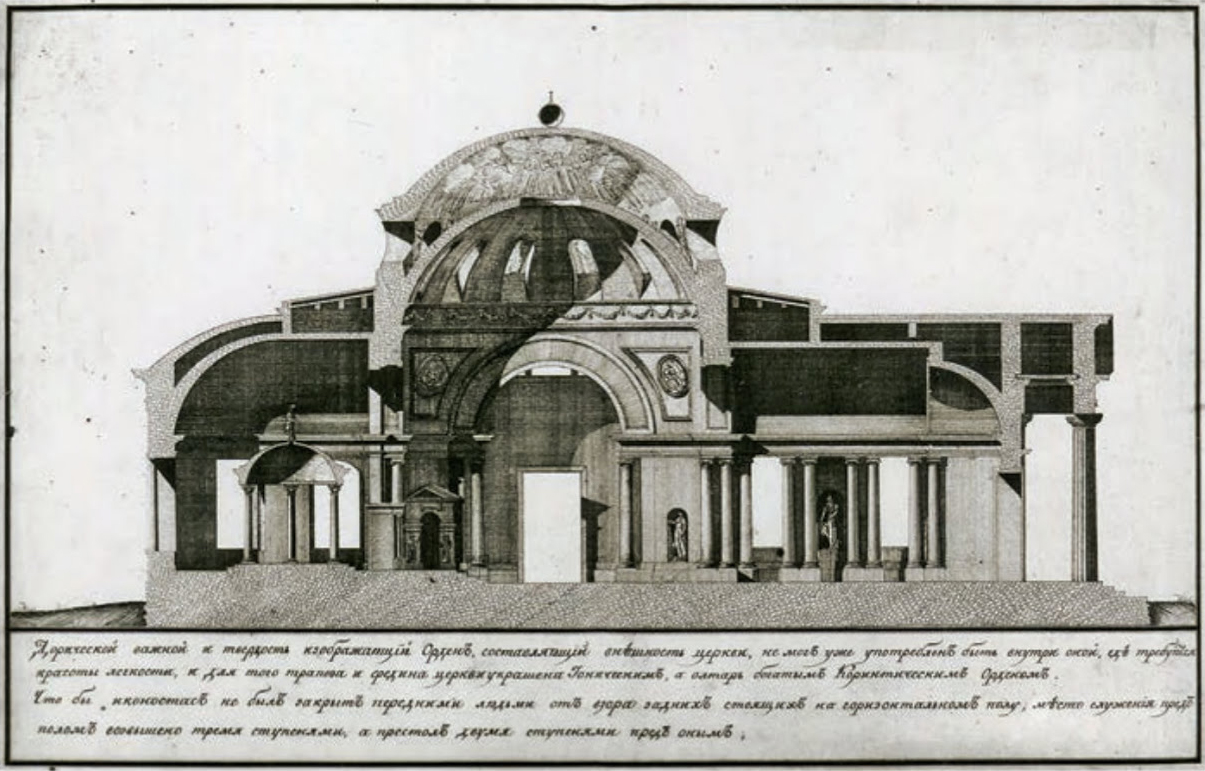
Разрез. Чертёж Н. А. Львова

Собор стал характерным образцом формирующегося русского классицизма. Он имел строго симметричную композицию с продольной осью запад-восток. С востока к основному объёму, увенчанному пологим куполом, примыкала одна полукруглая в плане апсида. Выходящий на площадь западный фасад собора с сильно выступающей трапезной, объединённой с портиком, придавал зданию представительный вид. Шесть дорических колонн портика не имели баз: Львов стремился следовать древнегреческим оригиналам. Боковые фасады были украшены более скромными мало выступающими четырёхколонными портиками.
Архитектор использовал оригинальное решение для освещения церкви. Внутри собора свет постепенно усиливался от полутёмной трапезной у входа к ярко освещённому алтарю. Алтарь был оформлен как нарядная сень-ротонда, опирающаяся на коринфские колонны. Свет поступал во внутреннее пространство храма через двойной купол: сначала через двенадцать невидимых снизу окон под верхнем сводом он проникал в подкупольное пространство, а затем через круглый проём в центре нижнего свода он освещал интерьер собора. Не имея возможности в северных широтах точно воспроизвести пример римского Пантеона, Львов создал его аналог применительно к местным условиям. Ощущение простора в центральном объёме усиливалось сквозными подпружными арками, открывавшими из зала пространство помещений обхода.